# Ляшко, Юрий Гаврилович
Ю́рий Гаври́лович Ляшко́ (22 апреля 1943, Владивосток — 7 марта 2015, Москва) — российский государственный деятель, мэр Благовещенска с 1991 по 1996 год, губернатор Амурской области с 1996 по 1997 год.

## Биография
Родился в семье военного. Трудовую деятельность начал в 1960 году плотником в строительном управлении N2 Главвладивостокстроя.
В 1967 году окончил Дальневосточный политехнический институт. Строитель, специалист промышленного и гражданского строительства.
Работал главным инженером по строительству Межрайонного производственного управления сельского хозяйства (г. Зея Амурской области). Был заместителем начальника ПМК-597 областного управления «Амурсельстрой». В течение десяти лет работал на руководящих должностях. в трестах Тындатрасстрой, ЦентроБАМстрой.
С июня 1985 г. — председатель Благовещенского городского исполнительного комитета Совета народных депутатов.
С 1991 по 1996 год — глава администрации, мэр Благовещенска. С 1996 по 1997 год — глава администрации Амурской области. По должности входил в Совет Федерации, был членом Комитета Совета Федерации по аграрной политике. 23 марта 1997 года проиграл выборы Анатолию Белоногову. В апреле-сентябре 1997 года — представитель Президента РФ в Амурской области.
С 1997 по 1998 год — заместитель председателя Государственного комитета Российской Федерации по вопросам развития Севера (комитет был упразднён в связи с образованием министерства региональной политики).
С 1998 по 1999 год — заместитель министра национальной политики Российской Федерации. В 1999 году был вновь назначен заместителем председателя восстановленного Государственного комитета Российской Федерации по вопросам развития Севера, в 2000 году освобождён от этой должности в связи с расформированием ведомства. Позднее был вице-президентом одного из подразделений ЮКОСа.
Умер 7 марта 2015 в Москве. Похоронен на Кладбище «Ракитки» (уч. 5).